# Alfonso Nitti
Alfonso Nitti è il protagonista del romanzo di Italo Svevo Una vita (pubblicato nel 1892).
È un “inetto”, cioè un personaggio disadattato, un antieroe che fugge dal villaggio natio per cercare fortuna in città. Qui troverà lavoro in una banca, cercherà di conquistare Annetta, figlia del capo (il signor Maller) e dovrà districarsi fra i vari ambienti e situazioni che lo porteranno ad un'inevitabile fine, il suicidio.

## Rapporti con altri personaggi

### Annetta
Annetta è la figlia del capo di Alfonso, il signor Maller. 

È una ragazza frivola e civettuola, la cui conquista diviene l'obiettivo di Alfonso per essere accettato nell'alta società. La conosce un pomeriggio in cui viene invitato in casa dal signor Maller a prendere un tè. Colpisce subito Alfonso per la sua bellezza, ma lei si dimostra indifferente nei suoi confronti, e al primo incontro non gli rivolge praticamente la parola. Più in avanti il protagonista del romanzo riesce ad avvicinarsi a lei (spinto soprattutto dalla sua voglia di un innalzamento sociale, che lo porta a sottomettersi al volere della bella ragazza) grazie all'idea di Annetta di scrivere un romanzo a quattro mani con lui. Il protagonista dovrà prostituire la propria arte letteraria per compiacere alla ragazza e far sì che lei lo accetti e lo ami. 

Ma ben presto Nitti cerca di sfuggire a questa storia d'amore, trovando delle scuse per far sì che sia lei ad abbandonarlo, in modo da non lasciare il suo ruolo di vittima.

### Macario
Macario ricopre il ruolo di personaggio vincente nel romanzo di Svevo. 
Alfonso lo incontra per la prima volta in casa Maller, lo stesso pomeriggio in cui conosce Annetta. In un primo momento non mostra nessun interesse per Alfonso, ma dopo si dimostra amichevole e fraterno nei suoi confronti, convinto che sia la persona adatta per mettere in evidenza la sua superiorità, cosa che non mancherà di sottolineare in varie situazioni. 

È lui che alla fine del romanzo riesce a sposare Annetta.

### Francesca
La signorina Francesca lavora a casa Maller; si scopre poi che è anche l'amante del padrone di casa, storia che lei cerca di "autorizzare" in tutti i modi spingendo Alfonso verso Annetta e consigliandolo nelle varie situazioni, tutto però con un doppio fine personale. Tiene una corrispondenza con la madre di Alfonso (si conoscono perché Francesca ha passato un anno intero al paese d'origine del protagonista per curarsi dopo una malattia). Lei ricorda più cose del paese e dei suoi abitanti dello stesso Alfonso ed è l'unica presenza amica che il protagonista incontra al primo appuntamento in casa Maller.

### La madre
Nel primo capitolo Alfonso scrive una lettera alla madre, in risposta ad una sua precedente, descrivendone la calligrafia come qualcosa di “semplice e buono”. 

Questo parere cambia nel capitolo successivo, quando il signor Maller gli parla di una lettera della madre ricevuta dalla signorina Francesca:
Gli porse una carta che Alfonso riconobbe derivante dalla bottega del Creglingi. Vi gettò un'occhiata ed erano proprio i caratteri della madre. Arrossì; si vergognava di quella scrittura e di quel brutto stile. C'era in lui qualche cosa di offeso per quella lettera resa pubblica. 

- Ora ho mutato opinione...- balbettò, - sono contento!Sa...la lontananza... la nostalgia...»
Il rapporto simbiotico con la madre è evidente nel XVI capitolo, quando Alfonso torna in paese e la trova morente. È in quel momento che progetta di portarla con sé per vivere in città. 

Madre possessiva ed egoista, sospettosa della storia di Alfonso con una donna della città, sul letto di morte, lo vincola nel ruolo di figlio , precludendogli la possibilità di far entrare altre donne nella sua vita.

## Gli ambienti
Alfonso, per tutto il romanzo, frequenterà sempre gli stessi ambienti (che si presentano bene al gusto naturalista), ovvero: casa Lanucci (famiglia di affittacamere che ospiterà Alfonso), casa Maller (Capo della banca dove lavora Alfonso) e la banca in cui Alfonso trova lavoro. Poi c'è il paese d'origine, che viene menzionato solo nel primo capitolo e viene presentato nel XVI, quando Alfonso vi fa ritorno per un breve periodo. 

Alfonso vede il paese come un luogo paradisiaco, dove tutto è perfetto, tranquillo, il posto ideale per abitare e per coltivare le proprie aspirazioni letterarie e, proprio all'inizio del romanzo, scrive una lettera alla madre per dirle che in città non si trova bene e che sta pensando di tornare al più presto da lei. 

Però, nel XVI capitolo  la situazione si capovolge. Fa ritorno al paese e, trovando la madre morente, si accorge di essersi illuso e vede il suo paese sotto un altro punto di vista, tanto da desiderare di fare ritorno in città portando con sé la madre e vivere in tranquillità. 

L'abbandono, da parte di Alfonso, del paese per la città, viene visto come un simbolo dell'ebraismo di Svevo. Il paese d'origine del protagonista viene associato allo shtetl, centro ebraico in cui le tradizioni venivano custodite con passione. La fuga degli ebrei da questi centri è storica, da lì iniziava la ricerca di una vita cittadina individuale. La città moderna è contrapposta al mondo affettivo della tradizione. Ed è questo quello che accade anche ad Alfonso, che prova un senso di nausea e paralisi non appena viene a contatto con il mondo urbano .

## Le bugie di Alfonso
Quando Alfonso decide di tornare al paese natio per fuggire da Trieste e da Annetta, apparentemente esegue un desiderio di quest'ultima che lo invita ad allontanarsi in modo che lei possa da sola affrontare il padre per comunicargli la sua storia con l'impiegato. 

Come scusa per allontanarsi dalla città gli viene suggerito di ricorrere ad una bugia:
Ma questa menzogna si rivelerà un presagio; infatti, quando Alfonso giunge in paese, scopre che la madre è realmente “fortemente ammalata”.
Pronunciando quella bugia, Alfonso si sente quasi in colpa, come se la responsabilità della malattia della madre fosse dipesa tutta dalle sue parole. 

Egli infatti, dopo che aveva intrapreso la storia con Annetta, aveva completamente abbandonato la madre, aveva smesso di scriverle e si era dimenticato di lei. 

Un'altra bugia che si trasforma in verità è quando Alfonso, per sviare i sospetti della madre nei confronti di Annetta, si “inventa” che, oltre a essere una ragazza molto brutta, è promessa sposa al cugino, cosa che poi scopre esser vera al suo rientro in città, quando un amico gli comunica che Annetta e Macario si sono fidanzati.

## Alfonso e il narratore
Il punto di vista introdotto da Svevo in Una vita è un elemento di innovazione perché, rispetto agli scrittori del suo tempo, egli usa un punto di vista molteplice. 

Nel primo e alla fine dell'ultimo capitolo abbiamo un punto di vista intradiegetico , mentre nei capitoli che vanno dal secondo all'inizio dell'ultimo c'è un punto di vista extradiegetico .

### Intradiegetico
- Simmetria: il punto di vista intradiegetico si ha in due lettere. Nel primo capitolo, nella lettera che Alfonso scrive alla madre, dove le scrive che non si trova bene in città e ha nostalgia del paese d'origine, e nell'ultimo capitolo in una lettera scritta dalla ditta in cui lavorava Alfonso, destinata al notaio della famiglia del protagonista, in cui viene annunciata la morte di Alfonso, dicendo che le cause del suicidio sono ignote e comunicando il luogo e il giorno dell'avvenuto funerale. In entrambi i casi sono lettere scritte in città e destinate al paese;
- Asimmetria: nella prima lettera Alfonso dice la verità a proposito del suo malcontento rispetto alla vita che sta conducendo in città. Nell'ultima lettera invece si dice una bugia riguardo alla morte di Alfonso, infatti si scrive che le motivazioni all'origine del suicidio sono ignote.

### Extradiegetico
Il narratore esterno, che è presente nei capitoli centrali del romanzo, è un antagonista nei confronti di Alfonso; non è solidale con lui ma, anzi, fa di tutto per rivelarne la cattiva coscienza. 
 
Egli interviene spesso durante il racconto per sminuire in tutti i modi il protagonista, illuso di riuscire a innalzarsi socialmente e, quando non riesce, convinto di essere superiore intellettualmente rispetto ai borghesi dell'alta società.

## Elementi autobiografici
È facile trovare elementi della vita di Svevo rispecchiati nei personaggi dei suoi romanzi. 

Anche il protagonista di Una vita ha molte similitudini con il suo creatore:
- Alfonso, anche se non è detto chiaramente all'interno del romanzo, è ebreo. Svevo ha radici ebraiche;
- Alfonso trova lavoro in banca e Svevo ha lavorato in banca per 20 anni;
- Alfonso è nato nello stesso anno di Svevo;
- Alfonso, per dimenticare le liti e i rimproveri del capo in ufficio durante il lavoro, cerca di occupare la mente con altro e si dedica agli studi in biblioteca. Anche Svevo era solito dedicare ore del suo tempo allo studio in biblioteca anche se, al contrario di Alfonso che studia i critici tedeschi, egli era attratto dalla letteratura italiana;
- I gusti letterari di Alfonso e quelli di Svevo sono simili.

## Alfonso e Darwin
Un tema affrontato nel romanzo è "la lotta per la vita". 

Alfonso lotta per la sopravvivenza, per raggiungere il potere e combattere la sopraffazione. È un tema che Svevo ricava dalla letteratura naturalistica e in particolare da Darwin. 

In Una vita il pensiero darwiniano, che era stato basato solo per un piano ideologico, viene traslato dall'autore su un piano sociale e culturale. 

Nell'ottavo capitolo Macario spiega ad Alfonso, facendo un riferimento ai gabbiani: 
Alfonso domanda a Macario se lui possiede le ali, e Macario gli risponde che ce le ha solo per fare voli poetici (la sua vocazione letteraria gli impedisce di agire nella realtà). 

Macario ammette la teoria della lotta per la sopravvivenza di Darwin, ma nega il fondamento dell'evoluzione della specie, affermando che si muore esattamente allo stesso modo in cui si nasce. 

Svevo, in Una vita, utilizza la sua cultura letteraria in modo libero, e rivede la sua teoria sulle idee darwiniane. Nella sua opera L'uomo e la teoria darwiniana, Svevo scrive:
Rimangono in una forma fissa, senza possibilità di evolversi in altre direzioni. Ma sempre nello stesso libro si legge che dalla parte opposta si colloca l'inetto (in questo caso Alfonso) che, grazie ai suoi limiti, è in grado di evolversi, di migliorare.

## Alfonso e Schopenhauer
Il romanzo termina con la morte di Alfonso che si suicida con esalazioni di gas dopo essere stato sfidato a duello dal fratello di Annetta, Federico. 

Svevo vede il suicidio e la morte come una liberazione dalle sofferenze che vengono sottoposte dal mondo.
Nel Profilo Autobiografico  si legge che l'autore preferito di Svevo è Schopenhauer. 

Ne Il mondo come volontà e rappresentazione il filosofo tedesco afferma che la volontà di vivere può cessare solo attraverso una rassegnazione: la ragione deve essere superiore alla volontà e la lotta deve essere placata. 

Egli dice però che niente è lontano dall'annullamento della volontà di vivere quanto il suicidio.
Per lui il suicidio è l'affermazione dell'espressione della volontà di vivere: il suicida vuole la vita, ma rinuncia alle condizioni che gli sono toccate; non nega la vita in sé, ma solamente la sua stessa esistenza che è costretto a vivere. 

I critici hanno diverse opinioni riguardo l'influenza di Schopenhauer su Svevo rispetto alla fine del romanzo. 

Un gruppo di essi sostiene che il pensiero schopenhauriano è completamente assente, un altro gruppo afferma l'opposto, mentre altri concordano col dire che il suicidio di Alfonso è un chiaro effetto del disaccordo di Svevo riguardo alle teorie del filosofo. .

### Finale senza Schopenhauer
- Giacomo Debenedetti: nel saggio Svevo e Schmitz [8], Debenedetti afferma che il protagonista di Una vita è fondamentalmente un inetto, persona che, nella propria vita, non riesce mai a raggiungere ciò che desidera. Egli sostiene che la vita di Alfonso gli si gira contro appena lui la tradisce, e si trasforma in diverse maschere: quella straziante attraverso la morte della madre, quella ironica attraverso la promessa di sposare la figlia della sua affittacamere e infine quella miserabile attraverso il fallimento di farsi accettare dal suo principale come impiegato modello;
- Giorgio Barberi Squarotti: nella prefazione di Una vita [9], Squarotti vede il suicidio come libera azione, frutto di una razionale meditazione fatta da Alfonso sui propri limiti e sulla sua vita. Egli sa di non essere uguale agli altri uomini e nonostante questo accetta di morire in solitudine e diversità, riuscendo così a sconvolgere i piani del signor Maller e di Macario, che lo vorrebbero morto ma soprattutto macchiato di disonore;
- Giancarlo Mazzacurati: nel saggio Forma e ideologia [10], Mazzacuratti si domanda se quello di Alfonso Nitti sia un suicidio o un mancato omicidio da parte di Federico Maller. Secondo Mazzacurati è più appropriato parlare di estrema difesa: Alfonso evita un duello che lo porterebbe ad una morte certa essendo lui il più debole.

### Finale con Schopenhauer (e Nietzsche)
- Roberto Bigazzi: nel libro I colori del vero. Vent'anni di narrativa [11], Bigazzi ritiene che Svevo, scrivendo il suicidio di Alfonso, sia stato influenzato da Schopenhauer prima parzialmente e poi completamente. Per lui il suicidio è un finale d'obbligo per un filosofo;
- Maria Tancredi: nel libro  'Una vita' di Svevo [12], la Tancredi evidenzia una critica fatta da Svevo, attraverso il romanzo, sia verso il superuomo di Nietzsche, la cui libertà negativa è avvilita nella versione provinciale di Alfonso, sia contro Schopenhauer col suicidio finale. Nonostante tutto, Svevo, parlando del suo romanzo, ha sempre nominato solo Schopenhauer.

### Finale contro Schopenhauer
- Eduardo Saccone: nel libro Il poeta travestito. Otto scritti su Svevo [13], Saccone sostiene che la scelta di Svevo di far suicidare il protagonista del suo romanzo sia da ricondurre ad un dissenso dello scrittore nei confronti di Schopenhauer. Il suicidio era denunciato dal filosofo come atto di forte affermazione di volontà invece che come negazione di essa. Saccone afferma che si potrebbe quindi vedere il romanzo come una denuncia di Svevo verso il romanticismo schopenhauriano;
- Andrè Bouissy: nel libro Les fondements idéologiques de l'ouvre d'Italo Svevo [14] Bouissy sostiene che Svevo non invita il lettore a identificarsi in Alfonso, ma a prenderne le distanze. Per lui è possibile che ci siano due conclusioni: o il suicidio è la versione caricaturale della rinuncia schopenhaueriana, oppure Svevo in realtà non condivide affatto le ideologie del filosofo ma lascia al suo personaggio la responsabilità di affermarlo. Però Bouissy trascura il fatto che il suicidio è il contrario della rinuncia schopenhaueriana. Il pensiero del suicidio comunque colpisce Alfonso solo dopo aver accettato di sfidare a duello Federico. Mai prima Alfonso pensa ad esso come ad una possibile soluzione;
- Sandro Maxia: nel libro Svevo e la prosa del Novecento [15], Maxia scrive che la filosofia di Schopenhauer implica il suicidio. Per Svevo, il suicidio di Alfonso è come una conclusione di un sillogismo. Per questo, per Maxia, il pensiero del filosofo ammette che alcuni infelici soccombano alla tentazione di suicidarsi, e questo è come affermare che il pensiero del filosofo accetta il suicidio;
- Gabriella Contini: nella prefazione di Una vita [16], Contini pensa che Svevo alteri il pensiero di Schopenhauer e lascia alla filosofia il ruolo di mostrare le debolezze umane. Alfonso finge di credere che il suicidio sia una rinuncia alla lotta.

## Differenze e analogie con gli altriinettidi Svevo

### Emilio Brentani (Senilità– 1898)
- La vita di Alfonso termina con una sconfitta totale, egli non ha nessuna possibilità di una qualsiasi risalita. Al contrario, Emilio ha la possibilità di un riscatto, supera con successo il suo blocco letterario ed è grazie a questo che riesce a continuare la sua vita positivamente;
- L'amore di Alfonso per Annetta, nonostante tutto, porta ad un'ascesa sociale, riesce ad introdurlo pienamente nella vita dell'alta società, mentre l'amore di Emilio per Angiolina non porta che una degradazione a livello sociale e psicologico del protagonista di Senilità;
- Una vita termina con la morte di Alfonso, mentre in Senilità non muore il protagonista ma sua sorella Amalia;
- Alfonso è più alla ricerca di un'ascesa sociale, mentre Emilio cerca l'accettazione da parte delle persone, soprattutto del padre di Angiolina, in cui vede un surrogato di suo padre. Emilio è meno legato al contesto sociale rispetto ad Alfonso;
- Entrambi i protagonisti dei romanzi di Svevo prostituiscono la propria letteratura per amore della donna. Alfonso cerca in tutti i modi di non deludere Annetta quando scrivono il romanzo assieme, mentre Emilio si abbassa ad usare la propria vocazione letteraria per scrivere una lettera al Volpini, amante di Angiolina;
- Sia l'amico di Alfonso, Macario, sia quello di Emilio, Stefano Belli, vengono presentati da Svevo come misogini, con in bocca sempre una critica pronta nei confronti delle donne amate dai protagonisti;
- Sia Alfonso che Emilio riescono a possedere la donna amata;
- Il narratore di Una vita non è solidale con Alfonso e fa di tutto per screditarlo agli occhi dei lettori e lo stesso accade in Senilità, dove il narratore svela i pensieri di Emilio che mente a sé stesso.

### Zeno Cosini (La coscienza di Zeno– 1923)
- Alfonso è presentato da Svevo con una miriade di dettagli, si ha quasi un eccesso di chiarezza, mentre ne La coscienza di Zeno scarseggia la descrizione dei particolari;
- I sogni di Alfonso sono fondamentalmente un ribaltamento della realtà da parte del protagonista, che si immagina la propria vita ma con qualche cambiamento in positivo. 
 Invece Zeno utilizza i suoi sogni esclusivamente per esprimere il proprio senso di colpa per varie situazioni in cui si ritrova e spesso, sempre attraverso i sogni, riesce ad auto-discolparsi e a legittimare le proprie azioni;
- Alfonso riesce ad avere la donna desiderata, mentre Zeno non riuscirà mai a possedere Ada;
- Nel romanzo non muore il protagonista, come accade in Una vita, ma muore Guido, marito di Ada, donna amata da Zeno;
- Anche l'amico di Zeno, Guido, si rivela un perfetto misogino.

## Similitudini con personaggi di altri romanzi

### L'educazione sentimentale
Una vita riprende un tema ricorrente nei romanzi di quell'epoca, un giovane che cerca di inurbarsi. 

Alfonso può essere paragonato a Frédéric Moreau, protagonista del romanzo L'educazione sentimentale (1869) di Gustave Flaubert. Questo personaggio abbandona il suo paese d'origine in Normandia per trasferirsi in città a Parigi. Come Alfonso, anche Frédéric conduce una vita fallimentare, all'insegna di un amore infelice e di inutili ambizioni sociali. 

L'educazione sentimentale è un romanzo caratterizzato dall'organizzazione spaziale, anche qui la storia gira intorno a quattro ambienti diversi: casa Arnoux, casa Dambreuse, l'ambiente frequentato dagli amici e infine il paese dove si trova la madre di Frédéric. 

Come in Una vita, anche nel romanzo dello scrittore francese l'unico elemento di collegamento esistente fra i vari ambienti è il protagonista.

### Bel Ami
Un altro romanzo con caratteristiche simili all'opera di Svevo è Bel Ami (1885) di Guy de Maupassant. 

Bel Ami è un parente un po' più rozzo e volgare di Alfonso. All'inizio è ingenuo ma ben presto riesce a tirare fuori gli artigli e riuscirà nel suo intento di fare carriera (come giornalista scandalistico) e sposare la figlia dell'editore. 

Quando Alfonso viene invitato per la prima volta a casa del capo a prendere il tè, è preoccupato per i suoi abiti, ha paura di apparire troppo inferiore rispetto all'ambiente del salotto. Nel secondo capitolo di Bel Ami c'è un episodio simile. Il protagonista viene invitato per la prima volta in una casa di gente ricca e prima di salire si fa delle illusioni.
È convinto di fare una bella figura perché indossa una camicia nuova acquistata la mattina stessa (Alfonso compra dei guanti sotto il consiglio del collega Miceni). Prima del suo ingresso, uno specchio lo rassicura della sua bella presenza (per Alfonso ci sono i Lanucci che lo convincono). 

Ma entrambi si accorgono che non sono all'altezza già al primo ingresso in casa, quando la servitù dissuade i due poveri illusi guardandoli dall'alto al basso, facendogli capire che non hanno niente a che vedere con l'ambiente dell'alta società in cui sono stati invitati, e tutto ciò viene confermato anche dall'abbigliamento degli altri ospiti: nonostante la camicia e i guanti nuovi, l'abbigliamento dei protagonisti stona con le scarpe di vernice e i vestiti elegantissimi delle altre presenze.

### Romanzo di formazione rovesciato
Una vita può essere visto come un romanzo di formazione, in quanto descrive l'evoluzione interiore di Alfonso e tutto dipende e viene influenzato dagli ambienti che lo circondano e dalle persone che frequenta. 

Di solito però un romanzo di formazione ha un lieto fine, mentre qui Svevo rovescia la storia del protagonista concludendo la sua vita con un tragico evento. Svevo dimostra le debolezze di Alfonso e in questo è innovativo rispetto ai canoni dei suoi tempi.